# 파주 김씨
파주 김씨(坡州金氏)는 경기도 파주시를 본관으로 하는 한국의 성씨이다.
시조 김영긍(金永兢)은 김알지의 후손으로, 조선에서 이조참의(使曺參議)를 지냈다.

## 참고 자료
- “파주김씨(坡州金氏)”. 뿌리를 찾아서.[깨진 링크(과거 내용 찾기)]